# Bestellerkredit
Der Bestellerkredit, auch Finanzkredit oder gebundener Finanzkredit genannt, ist ein liefergebundener Kredit, der einem Käufer (Importeur) von einem Kreditinstitut gewährt wird, um seine Zahlungsverpflichtung gegenüber seinem Lieferanten (Exporteur) zu begleichen.
Diese Kreditform wird hauptsächlich im Exportgeschäft eingesetzt. Dann erfolgt die Absicherung dieser liefergebundenen Finanzkredite über die Ausfuhrgewährleistungen des Bundes im Rahmen einer Exportkreditversicherung. Gegenstand dieser so genannten Finanzkreditdeckung ist der von einem deutschen Kreditinstitut dem Importeur eingeräumte Finanzkredit zur Bezahlung der Importe, der auch die darauf entfallenden Kreditkosten enthält, bis zur vollständigen Bezahlung. Die Deckung erfolgt durch Ausfuhrgarantien, die auch wirtschaftliche und politische Risiken einbeziehen.